# Funeral de Michael Jackson

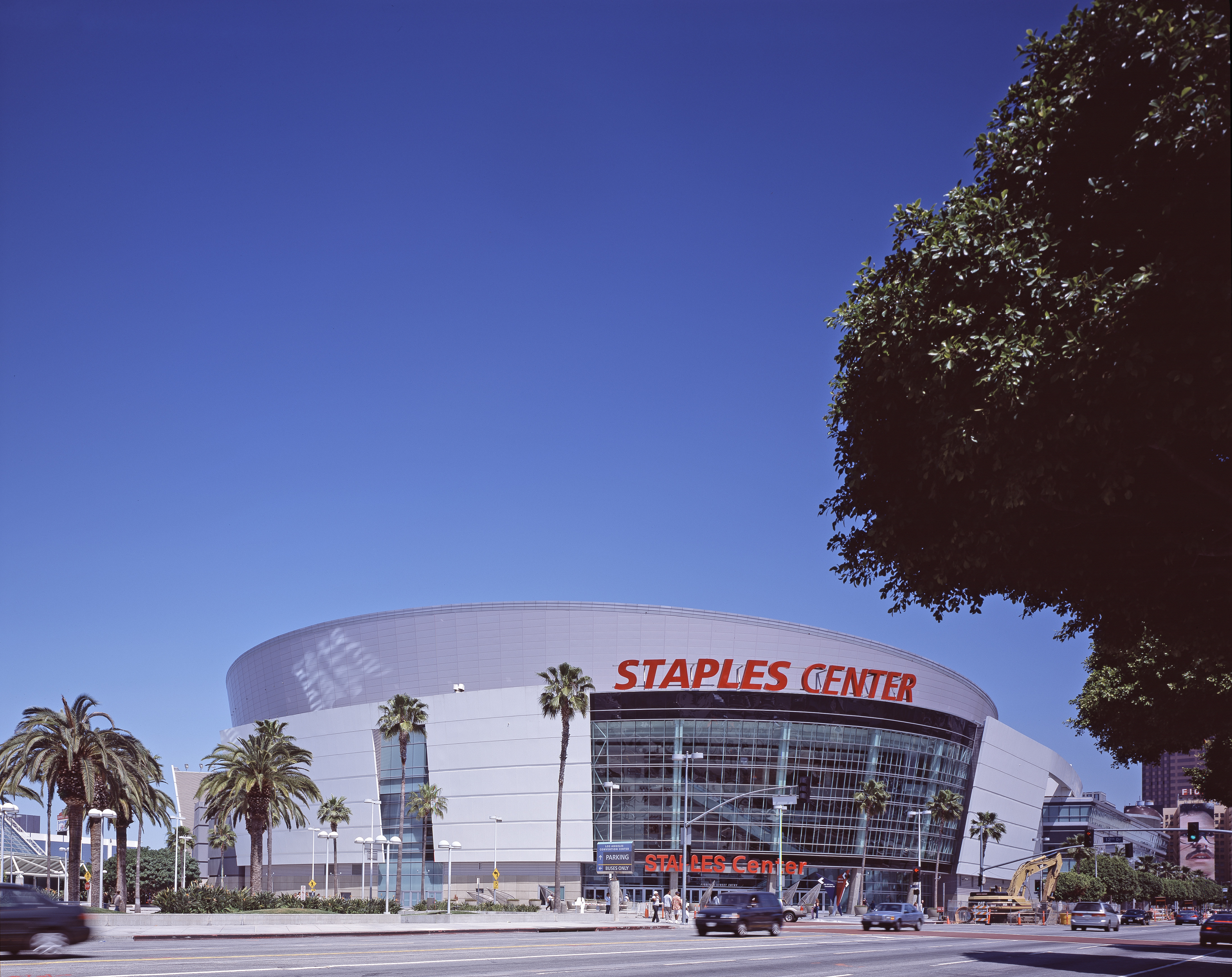
El Staples Center fou el lloc on es va realitzar l'homenatge, el 7 de juliol del 2009, a Michael Jackson, que va morir el 25 de juny

El funeral de Michael Jackson (en anglès: Michael Jackson Memories) va ser un homenatge pòstum a Michael Jackson, que es va realitzar el 7 de juliol de 2009. És considerat el més gran en la història dels homenatges i superà els funerals d'Elvis Presley el 1977, que va congregar 77.000 persones, i de Diana de Gal·les de 1997, al qual van assistir 250.000 al Hyde Park de Londres, no sols per la "batalla" per les entrades (que van ser sortejades i lliurades gratuïtament i prèvia), sinó per la cobertura mundial, mitjançant la televisió, ràdio i Internet, que va tenir una audiència global d'aproximadament mil milions de persones.
Hi va haver un respons familiar privat el matí del 7 de juliol al Forest Lawn Memorial Park's Hall of Liberty, a Hollywood Hills, seguit per un acte públic en el Staples Center, lloc on l'artista havia assajat per a la que seria la seva sèrie de concerts titulada This Is It el 23 de juny, dos dies abans de la seva mort. El fèretre va ser portat al centre amb una mica de retard, arribant a les 10:00 a.m. (hora local). El memorial va començar entre les 10:00 a.m. i 10:30 a.m. amb música i el capellà Lucious Smith.
Es va posar a disposició del públic 17.500 estrades gratuïtes, els destinataris de les quals van ser escollits per una rifa en línia en la qual van participar al voltant d'1,2 milions de persones en les primeres 24 hores.

## Llista de convidats
Els participants de l'homenatge foren: Rom Boyd (amic de la família), Kobe Bryant, Mariah Carey, The Kardashians, Andrae Crouch, Berry Gordy, Jennifer Hudson, Shaheen Jafargholi (finalista de Britain's Got Talent, que va cantar una cançó de Jackson), Magic Johnson, Martin Luther King III, Bernice A. King, John Mayer, Lionel Richie, Smokey Robinson, Rev. Al Sharpton, Brooke Shields, Pastor Lucious Smith (amic de la família), Usher i Stevie Wonder.
A més dels esmentats, ABC News va informar que Justin Timberlake, la filla de Lionel Richie Nicole, que va ser l'afillat de Michael, el raper Akon, Queen Latifah, Sean "Diddy" Combs, i Beyoncé varen estar en l'homenatge.

## Programa
1. Introducció de Smokey Robinson
2. "Soon and very soon", Andrae Crouch's Choir
3. "I'll be there", Mariah Carey i Trey Lorenz
4. Intervenció de Queen Latifah
5. "Jesus is love", Lionel Richie
6. Intervenció de Berry Gordy
7. "I never dreamed you'd leave in summer" / They won't go when I go", de Stevie Wonder
8. Intervenció de Kobe Bryant i Magic Johnson
9. "Will you be there", de Jennifer Hudson
10. Intervenció del reverend Al Sharpton
11. "Human Nature", de John Mayer
12. Intervenció de Brooke Shields
13. "Smile", de Jermaine Jackson
14. Intervenció de Martin Luther King III i Bernice King
15. Intervenció de Sheila Jackson-Lee
16. "Gone too soon", d'Usher
17. Intervenció de Smokey Robinson
18. "Who's loving you", de Saheen Jafargholi
19. Intervenció de Kenny Ortega
20. "We are the World"
21. "Heal the World"
22. Intervenció de Jermaine Jackson, Marlon Jackson i Paris Michael Katherine Jackson
23. Tancament de la cerimònia pel capellà Lucious Smith

## Fèretre
La família va comprar un taüt daurat de marca Promethean, amb un cost de 25.000 dòlars, similar al de James Brown. Dennis Tompkins i Michael Bush, els dissenyadors del vestuari de Jackson, es creu que van ser els qui van dissenyar-ne el seu darrer vestit. El cos de Jackson inclou el seu únic guant blanc a la mà dreta. El fèretre al Staples Center va ser decorat amb un arranjament de flors vermelles.

## Transmissió en directe
El funeral va ser transmès en viu (els drets van ser cedits gratuïtament a tots els mitjans, per la família Jackson) per diverses cadenes de televisió nord-americanes com CBS, NBC, CNN en español, ABC, Univision, Telemundo, MSNBC i MTV. També va ser transmès per nombrosos canals del món i en diversos llocs web. Segons mitjans oficials, l'esdeveniment va superar els 2.500 milions d'espectadors, la qual cosa el converteix en l'emissió televisiva més vista de la història de la humanitat a nivell mundial.